# Bed-in
Das Bed-in war eine experimentelle Form des gewaltfreien Protests für den Frieden, das John Lennon und Yoko Ono 1969 als Bed-In for Peace während des Vietnamkriegs im Hilton Hotel in Amsterdam und im Queen Elizabeth Hotel in Montreal einsetzten. Bed-ins wurden zu einem Symbol für die Rebellion der Jugend.

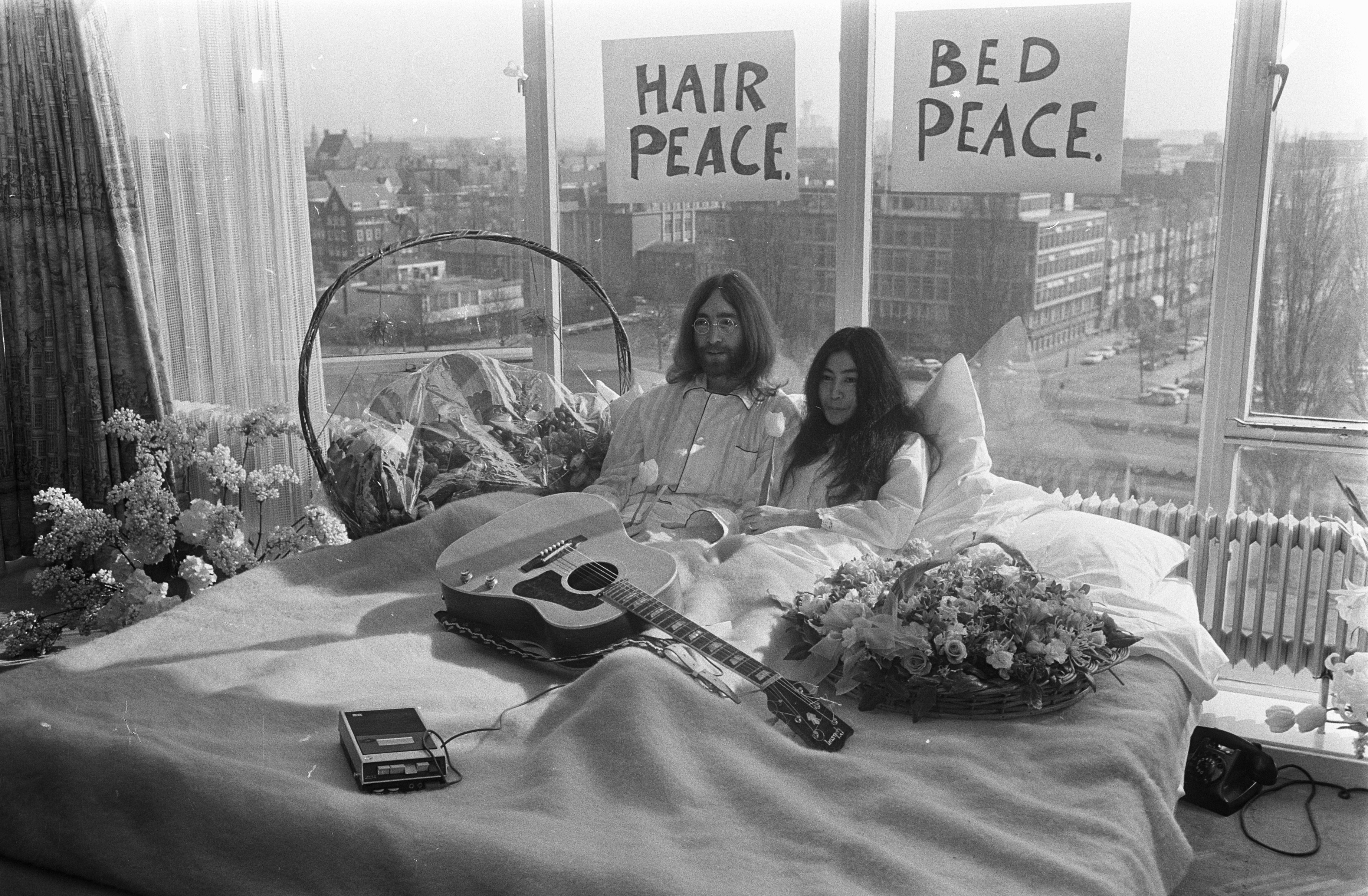
John Lennon und Yoko Ono beim Bed-In for Peace in Amsterdam

## Bed-in in Amsterdam
John Lennon und Yoko Ono hatten am 20. März 1969 in Gibraltar geheiratet und verbrachten ihre Flitterwochen vom 25. bis 31. März 1969 im Hilton Hotel in Amsterdam. Sie wollten ihre enorme Popularität und die zusätzliche öffentliche Aufmerksamkeit, die ihre Hochzeit erregte, bewusst nutzen, um gegen den Vietnamkrieg und für den Frieden zu demonstrieren. Darum entschieden sie sich, die Flitterwochen im Bett in ihrer Hotelsuite zu verbringen und luden die Presse dazu ein, ihnen täglich zwischen 9 und 21 Uhr Fragen zu stellen. John Lennon zufolge verschickten sie eine Karte mit den Worten: „Come to John and Yoko’s honeymoon: a bed-in, Amsterdam Hotel“. Tatsächlich erschien die Presse zahlreich und die Protestaktion erhielt große mediale Aufmerksamkeit. Allerdings waren zahlreiche Journalisten enttäuscht, weil sie sich skandalträchtigere Szenen erhofften, nachdem das Paar auf dem Cover des Albums Unfinished Music No. 1: Two Virgins (1968) nackt posiert hatte. Lennon und Ono saßen jedoch einfach im Pyjama im Bett und sprachen über den Frieden. Ihre Fans aber waren begeistert und begrüßten sie enthusiastisch, als sie nach sieben Tagen das Hotel verließen.

## Bed-in in Montreal
Nach dem Bed-In for Peace in Amsterdam wollten Lennon und Ono eigentlich eine zweite Protestaktion in den USA durchführen, wegen eines Drogendelikts konnte Lennon jedoch nicht in die USA einreisen. Darum entschieden sie sich für ein weiteres einwöchiges Bed-in im Queen Elizabeth Hotel im kanadischen Montreal, das am 26. Mai begann. Diese Protestaktion war erfolgreicher als das Amsterdamer Bed-in: Nicht nur die Presse erschien zahlreich, auch zahlreiche Prominente wie Allen Ginsberg und Timothy Leary besuchten das Paar im Hotel. Dort schrieb Lennon spontan den weltberühmten Song Give Peace a Chance und nahm ihn am 1. Juni 1969, dem vorletzten Tag des Bed-ins, im Hotel auf. Dies war die erste Single, die Lennon ohne die Beatles aufnahm.
Während des Bed-ins in Montreal entstand ein 70-minütiger Dokumentarfilm mit dem Titel Bed Peace, den Yoko Ono 2011 auf ihrem Youtube-Kanal sowie auf ihrer Website veröffentlichte.

## Rezeption
Die Stadt Montreal enthüllte 2009 anlässlich des 40. Jahrestages zur Erinnerung an das berühmte Bed-in ein Kunstwerk von Linda Covit, das den Namen Give Peace a Chance trägt und in dem die Worte „Give peace a chance“ in 40 Sprachen eingraviert sind. Im Wachsfigurenkabinett Grévin in Montreal sind John Lennon und Yoko Ono beim Montrealer Bed-in als Wachsfiguren verewigt.